# Georg Mayer

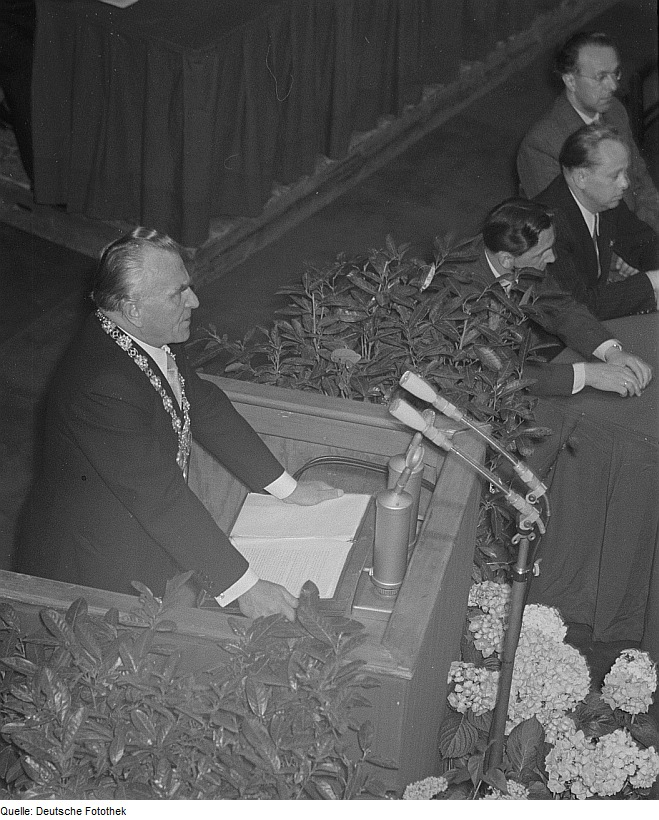
Georg Mayer durante la ceremonia del cambio de nombre de la Universidad de Leipzig a Universidad Karl-Marx (1953)

Georg Mayer ( n. 26/12/1892 en Horb am Neckar; f. 21/6/1973 en Leipzig) fue un economista y político alemán de la RDA.

## Biografía
Georg Mayer estudió de 1911 a 1921, Filología Moderna, Economía, Política y  Derecho, en las Universidades de Tübingen, Halle, Würzburg y Gießen. Durante su tiempo de estudiante, se unió a las Fraternidades en el ADB Palatia de Tübingen (1911) y Arminia Gießen (1919). Como estudiante, recibió el apodo de "Säbel-Mayer" (Sable Mayer).
Hasta 1933 trabajó en la Universidad de Gießen, donde en 1928 recibió su doctorado.  En 1933, con el nazismo, fue despedido por razones políticas.  
El 1 de octubre de 1947, fue nombrado catedrático de economía en la Universidad de Leipzig. En 1948 ingreso en el Partido Socialista Unificado de Alemania. En 1950, se convirtió en Rector, cargo que conservó hasta su jubilación en septiembre de 1961.
De 1950 a 1967, fue diputado de la Asamblea Popular (parlamento) de la RDA. Además, fue presidente de 1956 a 1963, de la conferencia de rectores de la RDA y de 1962 a 1964, presidente de la Cámara de Comercio Franco-Alemana en la RDA.
Georg Mayer está enterrado en el cementerio de Leipzig Südfriedhofes.

## Honores
- Vaterländischer Verdienstorden de la RDA (1957 y 1959)
- Orden-Karl-Marx de la RDA
- Doctor Honoris Causa de la Universidad de Leipzig.